# Trachau
Trachau – osiedle miasta Drezna w Saksonii. Leży w północno-zachodniej części miasta.
Miejscowość została założona jako osada słowiańska. Najstarsza wzmianka o miejscowości Trachennowe pochodzi z 1242. Wieś ucierpiała w pożarach w latach 1766, 1795 i 1816. W 1834 Trachau zamieszkiwało 350 osób, a w 1890 już 1925 osób. W 1903 miejscowość włączono w granice Drezna.
Trachau graniczy z miastem Radebeul i gminą Moritzburg.
Znajduje się tu przystanek kolejowy Dresden-Trachau.